# Chrastavec
Chrastavec (deutsch Chrostau) ist eine Gemeinde in Tschechien. Sie liegt zehn Kilometer nordwestlich von Letovice und gehört zum Okres Svitavy.

## Geographie

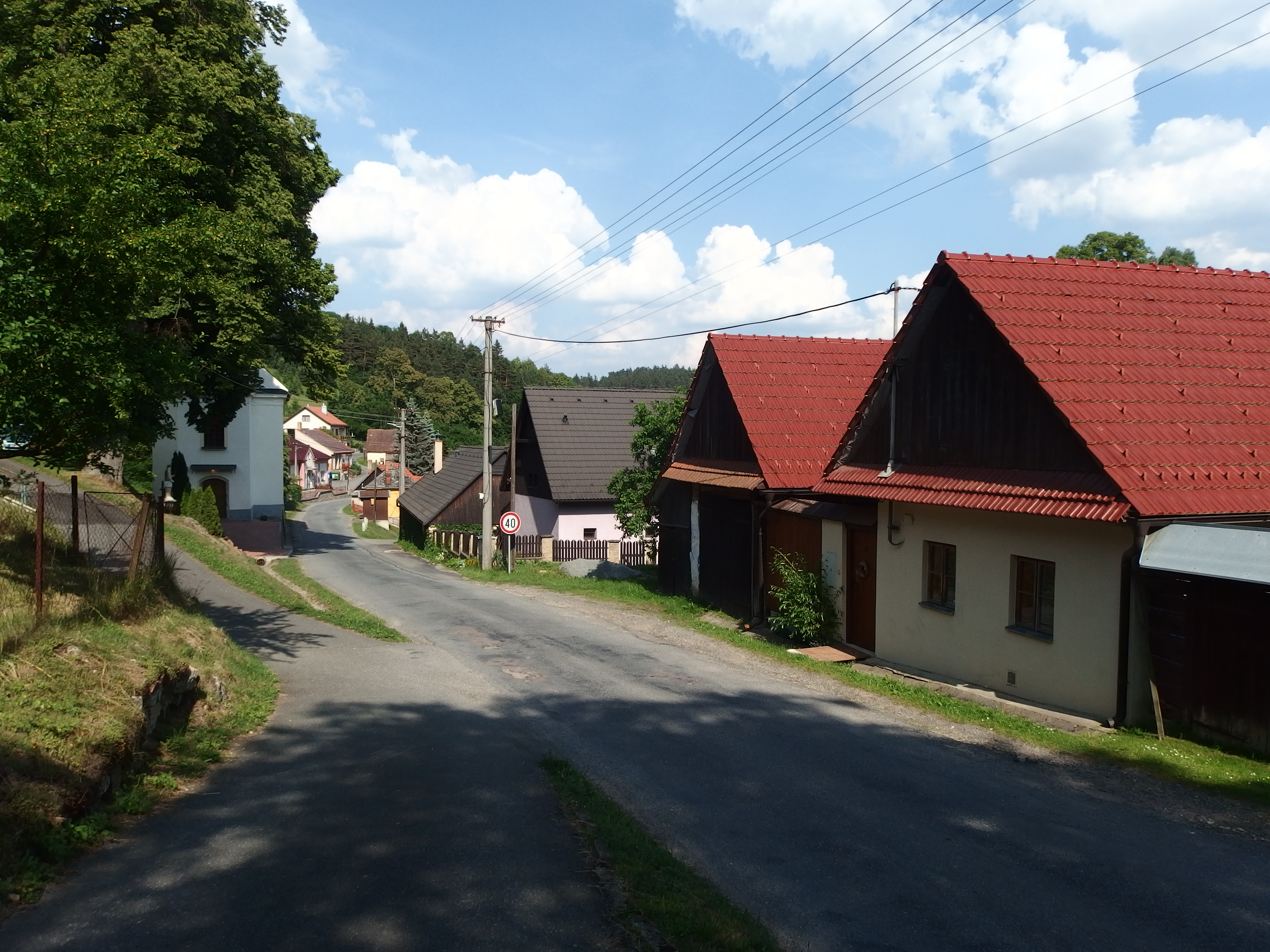
Chrastavec, Hauptstraße

Chrastavec befindet sich am nordöstlichen Fuße der Böhmisch-Mährischen Höhe rechtsseitig über dem Tal der Svitava. Im Osten erhebt sich der Padělky (533 m), südwestlich der Šimkův kopec (536 m). Gegen Südosten erstreckt sich der Wald Rohles. Südlich und östlich des Dorfes verlief die historische Landesgrenze Böhmens zu Mähren.
Nachbarorte sind Nová Amerika und Brněnec im Norden, Mariánské Údolí und Moravská Chrastová im Nordosten, Půlpecen und Chrastová Lhota im Osten, Rozhraní und Bradlné im Südosten, Študlov im Süden, Bohuňov im Südwesten, Vítějeves im Westen sowie Lavičné und Bělá nad Svitavou im Nordwesten.

## Geschichte
Die erste schriftliche Erwähnung von Chrastavec erfolgte im Jahre 1241, als der böhmische König Wenzel I. die Oldřich Chrastavský gehörende Feste Chrastavec in das Landesverteidigungssystem aufnahm. Sie wurde Teil der Verteidigungslinie, die sich von der Burg Boskovice über die Feste Chrastavec, das Kloster der Magdalenerinnen bei Hlásnice bis zur Burg Fürstenberg erstreckte.
Später wurde das Dorf Teil der Herrschaft Svojanov. Im Laufe der Zeit wurde es als Česká Chrastová und Crosta bezeichnet. Bei der Teilung der Svojanover Herrschaft wurde das Dorf Teil der Herrschaft Bystré. Zu den Besitzern gehörten u. a. Hartwig Zeydlitz von Schönfeld. Später kaufte Simon Kratzer von Schönsberg das Gut Deutsch Bielau mit den Dörfern Deutsch Bielau, Vítějeves, Chrastavec, Brněnec, Půlpecen und Zářečí und errichtete daraus die Herrschaft Deutsch Bielau. 1629 verkaufte Kratzer die Herrschaft für 28.000 Rheinische Gulden an Otto Melander von Schwarzenthal. Melander veräußerte den Besitz später an den Erbherrn von Křetín, Jacub Cappaun. Dieser brachte nach dem Dreißigjährigen Krieg bis 1651 sämtliche seiner Untertanen wieder zum Katholizismus zurück. 1656 verkaufte Marie Elisabeth Egs die Herrschaften an Johann Walderode von Eckhausen. Dieser ließ sie 1670 durch Kaiser Leopold I. als Familienfideikommiss bestätigen. Johann Paul Leopold Graf Walderode kaufte 1686 noch die Herrschaft Bystré hinzu, die aber nicht an den Fideikommiss angeschlossen wurde. Um die Bewirtschaftung seiner Güter kümmerte sich Graf Walderode nicht im Geringsten, währenddessen wirtschaftete der von ihm in Bystré zur Verwaltung des Besitzes eingesetzte Hauptmann Antonín Tyderle die sechs Herrschaften Řepín, Bystré, Deutsch Bielau, Křetín, Újezd und Vysoká Libeň nieder. Der überschuldete Graf Walderode fiel darauf beim Kaiser in Ungnade, ließ seine Güter liegen und trat 1694 in das Znaimer Kloster ein, wo er 1698 ohne direkte Nachkommen verstarb. Der danach amtlich in Bystré eingesetzte Verwalter Georg Reichard erfüllte seine Aufgaben ebenfalls nicht. 1703 wurde nach einer Vielzahl von Beschwerden die Zwangsverwaltung aufgehoben und Reichard verhaftet. Die Herrschaft Bystré wurde für 234.000 Gulden versteigert und der Fideikommiss Deutsch Bielau an Johann Podiwin Graf Walderode übergeben. Nach dem Erlöschen des Hauses Walderode fiel der Besitz den Grafen Desfours zu. 1808 verkaufte Joseph Graf von Desfours-Walderode den Fideikommiss für 125.000 Gulden an Emanuel Freiherr von Bartenstein. Bis zur Mitte des 19. Jahrhunderts blieb Chrastavec immer der Herrschaft Deutsch Biela untertänig.
Nach der Aufhebung der Patrimonialherrschaften bildeten Polopeceň und Chrástavec ab 1850 Ortsteile der Gemeinde Vítějeves in der Bezirkshauptmannschaft Polička. 1863 erfolgte nach einem Konkurs der Ausverkauf der herrschaftlichen Güter an die Gläubiger. Während des Deutschen Krieges kam es 1866 zu einem blutigen Gefecht zwischen österreichischen und preußischen Truppen. 1880 entstand die Gemeinde Chrastavec mit dem Ortsteil Pulpecen. Die Besitzrechte am Fideikommiss gingen 1884 an den k. k. Privatfond, der die Herrschaft zuvor ersteigert hatte.
Nach dem Münchner Abkommen wurde Chrastavec im Jahre 1938 Grenzort zum Deutschen Reich, der mehrheitlich von Tschechen bewohnte Ortsteil Pulpetzen musste an die Gemeinde Mährisch Chrostau abgetreten werden und gehörte bis 1945 zum Landkreis Zwittau.
Nach dem Ende des Zweiten Weltkrieges wurde Půlpecen wieder zum Ortsteil von Chrastavec. 1950 wurde die Gemeinde dem Okres Svitavy zugeordnet.

## Gemeindegliederung
Die Gemeinde Chrastavec besteht aus den Ortsteilen Chrastavec (Chrostau) und Půlpecen (Pulpetzen).

## Sehenswürdigkeiten
- Kirche der hl. Dreifaltigkeit, geweiht 1864
- Österreichisches Massengrab aus dem Deutschen Krieg.
- Villa der Textilfabrikanten Löw-Beer in Půlpecen
- Denkmal für die Opfer des Ersten Weltkrieges, geschaffen 1921